# ناشينه كرديشكه
ناشينه كرديشكه وهي قرية تقع في ناحية قوشتبة في قضاء سهل أربيل في محافظة أربيل شمال العراق.